# Sabre (Band)
Sabre war eine englische New-Wave-of-British-Heavy-Metal-Band aus dem Londoner Bezirk Croydon, die 1980 gegründet wurde und sich 1984 auflöste.

## Geschichte
Die Band wurde im Dezember 1980 gegründet. Es folgte 1981 ein erstes Demo, auf dem noch Nick Pyatt als Sänger zu hören ist. Da das Demo kaum Aufmerksamkeit eines Labels erreichen konnte, entschloss die Gruppe im November sich von ihm zu trennen, woraufhin Rob Brown als neuer Sänger hinzukam. Dieser wiederum wurde bereits Anfang 1982 durch John Ward ersetzt. Im Anschluss wurde ein neues Demo aufgenommen. Dadurch war die Band zweimal in der Sparte Armed and Ready im Magazin Kerrang vertreten. Dadurch wurde Neat Records auf die Band aufmerksam, woraufhin das Label das Lied Cry to the Wind auf dem Sampler 60 Minutes Plus, der Ende 1982 erschien, veröffentlichte. Die Veröffentlichung fand als Kompaktkassette statt. Als Schallplatte erschien der Sampler ein Jahr später als etwas verkürzte Version unter dem Namen All Hell Let Loose. Die Band konnte nun verstärkt Auftritte in Surrey und London abhalten. Anfang 1983 erschien über Neat Records die Single Miracle Man mit dem Lied On the Loose als B-Seite. Ein paar Monate später verließ der Bassist Geoff Gillespie die Besetzung um sich anderen Projekten zu widmen, was 1984 das Ende für Sabre bedeutete. Im Jahr 2002 war On the Loose auf dem Sampler The Flame Burns On: The Best of Neat Records zu hören. 2005 erschien über Majestic Rock die Kompilation Roar to the Core, die aus Demo- und Probeaufnahmen besteht.

## Stil
Laut Malc Macmillan in The N.W.O.B.H.M. Encyclopedia erinnern die sich duellierenden E-Gitarren des Samplerbeitrags Cry to the Wind an Iron Maiden. Insgesamt klinge die Band in dem Lied wie Gruppen wie Persian Risk, Virtue und frühe Tygers of Pan Tang. Die beiden Lieder der Single Miracle Man seien energiegeladen und würden interessante, einprägsame Riffs enthalten. Otger Jeske schrieb in NWoBHM New Wave of British Heavy Metal The glory Days, dass die Band mit der Single versucht hat, melodiöser zu werden und Keyboards zu integrieren. Auch Eduardo Rivadavia von Allmusic ordnete die Band der New Wave of British Heavy Metal zu und zog einen Vergleich zu den Labelkollegen Persian Risk sowie frühen Tygers of Pan Tang.

## Diskografie
- 1981: Demo 1981 (Demo, Eigenveröffentlichung)
- 1983: Miracle Man (Single, Neat Records)
- 2005: Roar to the Core (Kompilation, Majestic Rock)